# Obaga de Nou Fonts
Obaga de Nou Fonts – szczyt górski w Pirenejach Wschodnich. Administracyjnie położony jest w Andorze, na granicy parafii Escaldes-Engordany i Sant Julià de Lòria. Wznosi się na wysokość 2606 m n.p.m.
Na południowy wschód od szczytu usytuowane są góra Pic Negre (2701 m n.p.m.) i przełęcz Port Negre (2665 m n.p.m.). Na południowych stokach Obaga de Nou Fonts swoje źródła ma strumień Riu de l’Escobet. Ponadto w pobliżu szczytu usytuowane jest schronisko Refugi de Prat Primer.